# Карбид трикобальта
Карбид трикобальта — бинарное неорганическое соединение металла кобальта и углерода с формулой Co3C.

## Получение
- Растворение углерода в расплаве кобальта:

{\displaystyle {\mathsf {3Co+C\ {\xrightarrow {1800^{o}C}}\ Co_{3}C}}}

## Физические свойства
Карбид трикобальта образует кристаллы
ромбической сингонии,
пространственная группа P nma,
параметры ячейки a = 0,508 нм, b = 0,673 нм, c = 0,452 нм.

## Химические свойства
- Разлагается при кристаллизации:

{\displaystyle {\mathsf {Co_{3}C\ {\xrightarrow {}}\ 3Co+C}}}